# Электровакуумные приборы

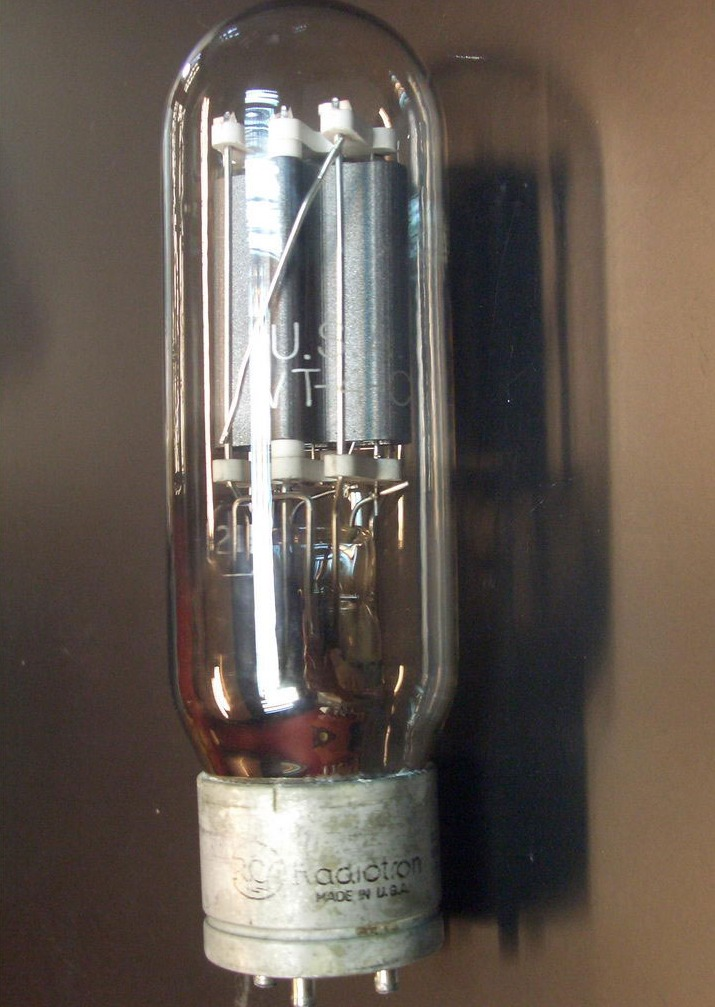
RCA 211 — электровакуумный прибор, прямонакальный триод

Электрова́куумные прибо́ры — устройства, предназначенные для генерации, усиления и преобразования электромагнитной энергии, в котором рабочее пространство освобождено от воздуха и защищено от окружающей атмосферы непроницаемой оболочкой.
К таким приборам относят как вакуумные электронные приборы, в которых поток электронов проходит в вакууме (см., напр., клистрон), так и газоразрядные электронные приборы, в которых поток электронов проходит в газе. Так же к электровакуумным приборам относят и лампы накаливания.

## Производство
Старейший производитель электровакуумных приборов в России — Московский электроламповый завод (МЭЛЗ). Завод основан в 1907 году и является основоположником серийного производства ламп накаливания в России.
В 1933 году на предприятии налажено мелкосерийное опытное производство газоразрядных натриевых ламп низкого давления и ртутных ламп. В 1937 году на предприятии изготовлены лампы освещения рубиновых звезд Московского Кремля.
В 1913 году начинает свою работу второе крупное предприятие по изготовлению ламп накаливания — Ленинградское объединение электронного приборостроения «Светлана» (ныне — ОАО «Светлана»).
В 1920 году на базе предприятия «Светлана» создается завод по выпуску ламп накаливания.
В 1959 году основано НПП «Контакт», специализирующееся на выпуске мощных вакуумных электронных приборов для радиовещания, телевидения, дальней космической и спутниковой связи, радиолокации, ускорительной техники. С начала функционирования на НПП производились два типа ламп МГЛ — ГИ-19Б и ГУ-23А,Б. На данный момент завод продолжает выпуск вакуумных приборов, среди которых — выключатели и контакторы. Предприятие вошло в холдинг «Росэлектроника», как и многие предприятия этой сферы.